# Небіволол
Небіволол — синтетичний антигіпертензивний препарат, що належить до групи бета-блокаторів селективного і конкуретного механізму дії, для перорального застосування. Небіволол розроблений у співпраці фармакологічних компаній «Menarini» та «Janssen Pharmaceutica», та застосовується у клінічній практиці з 1996 року під торговельною маркою «Небілет».

## Фармакологічні властивості
Небіволол — синтетичний лікарський препарат, що належить до групи бета-блокаторів. По хімічній структурі є рацематом, який складається з двох енантіомерів: SRRR-небівололу (D-небіволол) та RSSS-небівололу (L-небіволол). Механізм дії препарату полягає у селективній та конкурентній блокаді β1-адренорецепторів, яка більш характерна для D-енантіомеру, та модуляцією синтезу ендотеліального релаксуючого фактору (оксиду азоту) і взаємодією із L-аргініном, що більш характерна для L-енантіомеру. У експерименті на ізольованих серцево-легеневих препаратах була показана найвища селективність небівололу до β1-рецепторів у порівнянні з іншими бета-блокаторами. Небіволол викликає зменшення серцевого викиду, об'єму циркулюючої крові, зменшення загального опору судин, зниження синтезу реніну та частковим зниженням чутливості барорецепторів. Усі ці ефекти в сумі приводять до антигіпертензивного ефекту. Небіволол знижує частоту серцевих скорочень, покращує діастолічне наповнення серця та зменшує потребу міокарду у кисні, зменшує масу міокарду, не має негативного впливу на ліпідний обмін. Небіволол покращує показники систолічної та діастолічної функцій лівого шлуночка та достовірно збільшує фракцію викиду. Небіволол не викликає порушення толерантності до глюкози та може викликати підвищення чутливості до інсуліну. Препарат має також виражений антиангінальний та антиішемічний ефект. Антиаритмічна дія небівололу обумовлена пригніченням патологічного автоматизму серця та сповільненням AV-провідності. Небіволол значно знижує частоту госпіталізації хворих та знижує ризик раптової серцевої смерті у кардіологічних хворих.

### Фармакокінетика
Небіволол добре всмоктується у шлунково-кишковому тракті. Біодоступність препарату варіює у зв'язку із генетичними особливостями організму. У осіб зі швидким метаболізмом небівололу біодоступність препарату складає близько 12% у зв'язку з ефектом першого проходження через печінку. У осіб із повільним метаболізмом біодоступність небівололу становить 90%. Максимальна концентрація препарату у плазмі крові досягається протягом 0,5—2 годин. Небіволол добре зв'язується з білками плазми крові. Небіволол проникає через гематоенцефалічний бар'єр. Небіволол проникає через плацентарний бар'єр та виділяється в грудне молоко. Метаболізується небіволол у печінці з утворенням активних метаболітів. Виводиться небіволол із організму у вигляді метаболітів переважно із калом, частково із сечею, у вигляді метаболітів. Період напіввиведення препарату в осіб із швидким метаболізмом становить 10 годин, а в осіб із повільним метаболізмом становить 30—50 годин (період напіввиведення гідроксиметаболітів становить в середньому 24 та 48 годин відповідно). Період напіввиведення небівололу може збільшуватися при порушеннях функції печінки та нирок.

## Показання до застосування
Небіволол застосовується при гіпертонічній хворобі (як для монотерапії, так і у складі комбінованої терапії), при стенокардії напруги та при хронічній серцевій недостатності легкого та середнього ступеня як доповнення до стандартних методів лікування.

## Побічна дія
При застосуванні небівололу можливі наступні побічні ефекти:
- Алергічні реакції — нечасто (0,1—1%) висипання на шкірі, свербіж шкіри, бронхоспазм, задишка; із невідомою частотою — набряк Квінке.
- З боку травної системи — часто (1—10%) нудота, діарея або запор; нечасто (0,1—1%) блювота, метеоризм, сухість у роті.
- З боку нервової системи — часто (1—10%) головний біль, запаморочення, швидка втомлюваність, парестезії; нечасто (0,1—1%) депресія, сонливість або безсоння, нічні кошмари, порушення концентрації уваги, порушення зору; дуже рідко (менше 0,01%) галюцинації, втрата свідомості.
- З боку серцево-судинної системи — нечасто (0,1—1%) брадикардія, серцева недостатність, артеріальна гіпотензія, периферичні набряки, посилення переміжної кульгавості, AV-блокада, синдром Рейно, ортостатична гіпертензія.
- Інші побічні ефекти — нечасто (0,1—1%) імпотенція; дуже рідко (менше 0,01%) загострення псоріазу.

На відміну від інших бета-блокаторів, небіволол не впливає на ліпідний обмін та не викликає резистентності тканин до інсуліну, крім цього, частота інших побічних ефектів, характерних для бета-блокаторів, у небівололу значно нижча, чим у інших препаратів даної групи.

## Протипокази
Небіволол протипоказаний при підвищеній чутливості до препарату, гострій серцевій недостатності, кардіогенному шоці або епізодах декомпенсації серцевої недостатності із необхідністю внутрішньовенного введення лікарських препаратів із позитивним інотропним ефектом, синдромі слабкості синусового вузла (у тому числі синоаурикулярній блокаді), АВ-блокаді II-ІІІ ступеня без штучного водія ритму, при бронхоспазмі або бронхіальній астмі в анамнезі, нелікованій феохромоцитомі, брадикардії, артеріальній гіпотензії, метаболічному ацидозі, важких порушеннях периферичного кровообігу, міастенії, депресії. Небіволол не застосовується у дитячому та підлітковому віці. Небіволол протипоказаний при вагітності та годуванні грудьми. З обережністю препарат призначається при важких порушеннях функції печінки та нирок. З обережністю призначається небіволол при гіпертиреозі (у зв'язку із маскуванням тахікардії) та цукровому діабеті (маскуються ознаки гіпоглікемії).

## Форми випуску
Небіволол випускається у вигляді таблеток по 0,005 г.

## Синоніми
Небіар, Небівал, Небілет, Небітенз, Оноріо